# MeWa
MeWa је LaTeX уређивач за Windows. Некада се звао LaTeXEditor. MeWa добро ради са MiKTeX дистрибуцијом и долази са провером правописа.